# Aguamala Reggae
Aguamala Reggae Band es una orquesta musical venezolana fundada por Javier Villaba Zurita en el año 2000. Nace en Maracay - Aragua. Desde sus comienzos, se caracterizó por un sonido fresco, romántico y cautivador. Nominado a los Premios Pepsi 2018, Aguamala cuenta con 2 discográficas y un disco en vivo.

## Historia
En el año 2002 Aguamala resulta ganadora del Festival de Nuevas Bandas en el estado Aragua - Venezuela. Esto le abrió la oportunidad de compartir escenario con reconocidas agrupaciones a nivel nacional e internacional: King Changó, Desorden Público, Caramelos de Cianuro, Amigos Invisibles, Jahbafana, Negus Nagast, Papashanty Sound System, Cultura Profética, Quique Neira, Pablo Molina, Alborosie, Johnny Dread, Enrique Iglesias, Wisin y Yandel, Reik entre otros.

## Integrantes
- Sammy Rodríguez
- Arturo Soto
- Salomón Salgado
- Mariano Andrea
- Gerardo
- Rafael Gúzman
- Javier Villalba (Voz)

## Discografía
- Señales (2010)
- Menos es Más (2018)